# 8111 Оеплі
8111 Оеплі (8111 Hoepli) — астероїд головного поясу, відкритий 2 квітня 1995 року.
Тіссеранів параметр щодо Юпітера — 3,328.